# 蜜花弯月杜鹃
蜜花弯月杜鹃（学名：Rhododendron mekongense var. melinanthum）为杜鹃花科杜鹃花属下的一个变种。

## 扩展阅读
- 維基物種上的相關：蜜花弯月杜鹃